# Onderscheidingen met het Rode Kruis
Toen het Rode Kruis aan het einde van de 19e eeuw met succes overal in Europa, later ook daarbuiten, landelijke afdelingen en verenigingen kende, werden er overal onderscheidingen en ridderorden versierd met dit Rode Kruis, het zogenaamde "Kruis van Genève.
Het waren soms particuliere onderscheidingen, soms onderscheidingen van de afdelingen die door de regeringen werden erkend en soms onderscheidingen van de staat. In het Koninkrijk Pruisen en het Koninkrijk Saksen werden ook bestaande ridderorden versierd met een rood geëmailleerd Kruis van Genève.

## Het Internationale Rode Kruis
Het Internationale Rode Kruis kent twee onderscheidingen en meerdere penningen en Spelden van Verdienste zoals de Medaille voor het eeuwfeest in 1963 en de in 1969 
geslagen Medaille ter Ere van het Vijftigjarig Bestaan van de Liga van het Rode Kruis en de Halve Rode Maanverenigingen. Dat zijn legpenningen. Draagbare onderscheidingen zijn:
- De Florence Nightingale-Medaille van het Internationale Rode Kruis
- De Henri Dunant-medaille van het Internationale Rode Kruis

Beide onderscheidingen zijn zeer exclusief. Ze worden zelden toegekend. De Florence Nightingale-Medaille wordt alleen aan verpleegsters toegekend.

## Nederland

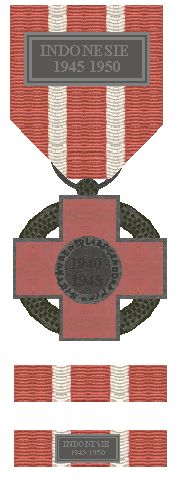
Herinneringskruis met gesp en twee batons

Kruisen en medailles met het rode kruis werden in Nederland na 1870 ingesteld.Er zijn onderscheidingen van het Nederlandse Rode Kruis en onderscheidingen van regering en koning te onderscheiden.
Door Koning Willem III gesticht
- De Herinneringsmedaille 1870-1871 van de Nederlandsche Vereeniging tot het verleenen van hulp aan zieke en gewonde krijgslieden in tijd van oorlog 1871

Door de Nederlandse Staat ingesteld:
- De Medaille van het Rode Kruis (Regeringsmedaille) 1910

Door het Nederlandse Rode Kruis ingesteld maar erkend door de Nederlandse staat.
- Het Kruis van Verdienste van het Nederlandse Rode Kruis 1914
- Het Herinneringskruis 1939-1940 van het Nederlandse Rode Kruis 1942
- Het Herinneringskruis 1940-1945 van het Nederlandse Rode Kruis 1950
- De Medaille van Verdienste van het Nederlandse Rode Kruis 1914
- De Medaille voor trouwe dienst van het Nederlandse Rode Kruis 1926

De niet erkende onderscheidingen van het Nederlandse Rode Kruis
- De Karl Landsteiner-penning. 

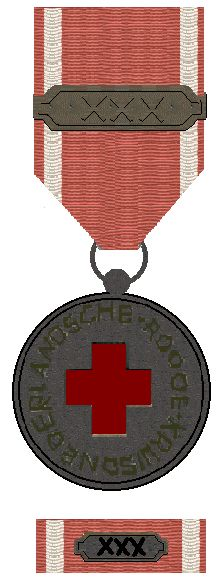
Medaille en baton met gesp voor 30 jaar dienst

Ingesteld in 1931. Medaille en baton met gesp voor 30 jaar dienst Deze legpenning was de eerste Nederlandse onderscheiding voor bloeddonaties. De Karl Landsteiner-penning werd ingesteld door het Hoofdbestuur van het Nederlandse Rode Kruis in een besluit van 29 mei 1931 en tot 1971 verleend.
- De Karl Landsteiner-plaquette
Ingesteld in 1944. Deze onderscheiding werd uitgereikt aan mensen die 60 maal bloed hadden afgestaan. De plaquette, er was geen lint of baton aan verbonden, werd van 1944 tot 1971 en van 1977 tot 1995 uitgereikt.
- De Rode Kruis-draagspeld
Ingesteld in 1956. De speld werd uitgereikt aan bloeddonors. Deze draagspeld werd in 1971 afgeschaft.
- De Bloeddonormedaille
Ingesteld in 1971. De Bloeddonormedaille is van 1971 tot en met 1977 uitgereikt. De medaille werd nooit door de Nederlandse overheid erkend en mag officieel niet worden gedragen.
- Het Draaginsigne voor Bloeddonoren
In 1977 werden diverse draaginsignes ingesteld. In 1995 werden deze, samen met alle andere eerbetoon aan bloeddonoren, vervangen door de bloeddonorerkenningen.
- De Bloeddonorerkenningen
Deze erkenningen werden ingesteld in 1995. Het zijn rode, brons-, zilver- en goudkleurige bloeddruppels die op het revers kunnen worden gespeld. Wie tachtig maal bloed geeft ontvangt sinds 1995 geen medaille maar een kunstwerkje.

## De onderscheidingen die sinds 1939 op uniformen van ambtenaren mogen worden gedragen
In een besluit van 1939 werd ambtenaren zoals politieagenten en brandweerlieden, maar ook brugwachters en andere ambtenaren die een uniform dragen toegestaan om een aantal onderscheidingen op hun uniformen te dragen. Deze lijst wijkt af van de lijst van onderscheidingen die Nederlandse militairen mogen dragen. De lijst die door het Ministerie van Defensie werd vestgesteld is de Draagvolgorde van de Nederlandse onderscheidingen. Beide lijsten zijn limitatief maar de lijst van de ambtenaren voorziet ook in speldjes, oranje kokardes, buttons die tijdens collectes worden gedragen en dergelijke. Ook de onderscheidingen van het Rode Kruis vallen onder dit besluit.

## Duitse onderscheidingen met het Rode Kruis
In Duitsland beleefden de orden in de 19e eeuw een hoogconjunctuur. De catalogus van Nemmergut vermeldt 3298 verschillende kruisen, medailles en sterren en meer dan honderd ridderorden. De volgende onderscheidingen werden versierd met het kruis van Genève:
- Het Herinneringsteken voor Burgerartsen voor Verdienstelijke Daden in het Oorlogsjaar 1866 (Duits: Erinnerungszeichen für verdienstliche Leistungen in Kriegsjahr 1866 für Zivilärtzte") 1867 - 1869
- Het Kruis van Verdienste voor 1870/1871 van Beieren in twee uitvoeringen. (1871)
- Het Kruis van Verdienste voor Vrijwillige Ziekenzorg van Beieren in vier uitvoeringen. (1901-1918)
- De Medaille voor Militaire Verdienste van Schaumburg-Lippe met het Rode Kruis op het lint. (1914-1918)
- Het Friedrich-Franz-Alexandra Kruis van Mecklenburg-Schwerin 1912 - 1918
- Het Kruis voor Opoffering en plichtsbesef van Oldenburg. (1871-1878)
- De IIIe en IVe Klasse van de Kroonorde van Pruisen met het Kruis van Genève. (1872-1874)
- De IIe Klasse van het Algemeen Ereteken van Pruisen met het Kruis van Genève. (1871)
- De gouden Medaille voor Arbeid voor het Vaderland van Pruisen. (1870-1871)
- Het Kruis van Verdienste voor Vrouwen en Maagden van Pruisen. (1871)
- De Medaille van het Rode Kruis van Pruisen in drie klassen. (1898-1921)
- De Orde voor Burgerlijke Verdienste van het Koninkrijk Saksen kende een ster en een grootkruis met opgelegd Kruis van Genève.
- De Carola Medaille van de Albert-Verein, geen onderscheiding van de Saksische staat, in zilver. (1892-1915)
- Het Erekruis voor Vrijwillige Ziekenzorg in Vredestijd van Saksen. (1912-1916)
- De Olga-Orde van Württemberg (1871-1918)
- De Karl-Olga Medaille van Württemberg (1889-1916)

Danzig
- Het Ereteken van het Rode Kruis van Danzig in vier uitvoeringen, mèt en zonder hakenkruis. (1934-1939)

Nazi-Duitsland
- Het Ereteken van het Duitse Rode Kruis (1924-1945)
- Het Zusterkruis van het Duitse Rode Kruis

Andere Europese staten
- Het Ereteken van Verdienste voor het Rode Kruis van het Keizerrijk Oostenrijk(1914-1923)
- Het Ereteken van het Rode Kruis van de republiek Oostenrijk (1922)
- De Herinneringsmedaille van het Rode Kruis aan de Russisch-Japanse Oorlog van 1904-1905
- De  Herinneringsmedaille van het Rode Kruis 1939-45 van Denemarken 1946

Japan
- De Medaille van het Japanse Rode Kruis werd al in 1888 ingesteld.

Mantsjoerije
- De Medaille van het Rode Kruis van Mantsjoerije